# Porites densa
Porites densa is een rifkoralensoort uit de familie van de Poritidae. De wetenschappelijke naam van de soort is voor het eerst geldig gepubliceerd in 1918 door Vaughan.